# Kosa (dopływ Kamy)
Kosa (ros. Коса, komi-permiacki Кӧсва)  – rzeka w europejskiej części Rosji, w Kraju Permskim, prawy dopływ rzeki Kama.
Źródła rzeki są na wzniesieniach Wierchnokamskich, następnie rzeka płynie przez tajgę. Uchodzi do rzeki Kama, gdzie znajduje się jedyna większa osada Ust-Kosa i gdzie jest przystań.  Rzeka jest wykorzystywania do spławu drewna pozyskanego w tajdze. W okresie od listopada do kwietnia – maja jest zamarznięta.